# Rescorla
Rescorla – wieś w Anglii, w Kornwalii. Leży 63 km na północny wschód od miasta Penzance i 349 km na zachód od Londynu.